# Jaszunaga Szótaró
Jaszunaga Sótaró (Jamagucsi, 1976. április 20. –) japán válogatott labdarúgó.

## Nemzeti válogatott
A japán U20-as válogatott tagjaként részt vett az 1995-ös ifjúsági labdarúgó-világbajnokságon.